# Ghiacciaio di Bors
Il ghiacciaio di Bors (Boursgletscher in walser) si trova sul versante sud del Monte Rosa, in territorio piemontese. 

## Variazioni frontali recenti
Come la maggior parte dei ghiacciai del versante alpino meridionale, presenta un forte regresso e impoverimento della massa glaciale.

### Campagne di rilevazione
Questo ghiacciaio, classificato con il n. 311 nel catasto dei ghiacciai italiani, è oggetto di periodiche rilevazioni della posizione e della quota della sua fronte glaciale, effettuate a cura del Comitato glaciologico Italiano.
| Campagna  | Variazione | Quota fronte |
| 1985-1986 | 0          | 3020         |
| 1986-1987 | -15        | 3020         |
| 1998-1999 | 0          | -            |

## Turismo
Vi si accedeva attraverso la funivia che collegava Alagna Valsesia con punta Indren a 3260 metri; l'impianto è però stato dismesso. Il nuovo impianto funiviario inaugurato il 27 dicembre 2009 sul versante di Gressoney (partenza dal Passo dei Salati), non arrivando nello stesso punto di quello vecchio, rende meno agevole l'accesso al Ghiacciaio. Negli anni settanta il ghiacciaio ospitava uno skilift, poi distrutto da una valanga.